# Elisabeth Kraml
Elisabeth „Sissi“ Kraml, verheiratete Danklmaier (* 21. Dezember 1960) ist eine ehemalige österreichische Skirennläuferin. Sie erzielte drei Top-10-Platzierungen im Weltcup, einen Sieg im Europacup und einen österreichischen Meistertitel.

## Biografie
Kraml entstammt einer skibegeisterten Familie. Ihr Vater Wilhelm fuhr ab den 1950er-Jahren alpine Skirennen und wurde später Trainer, auch ihre Geschwister nahmen an Wettkämpfen teil. Ihr 1993 geborener Sohn Daniel Danklmaier wurde ebenfalls Skirennläufer. Elisabeth Kraml besuchte die Skihauptschule sowie die Skihandelsschule in Schladming und gehörte von 1977 bis 1981 der Nationalmannschaft des Österreichischen Skiverbandes an. Während dieser Zeit fuhr sie im Weltcup sechsmal unter die schnellsten 15, davon dreimal unter die besten zehn. Erstmals gewann sie am 12. Jänner 1979 als Siebte der Abfahrt von Les Diablerets Weltcuppunkte, zum letzten Mal punktete sie am 19. Jänner 1981 mit Platz sechs in der Abfahrt von Crans-Montana, ihrem besten Weltcupergebnis. Dazwischen erzielte sie unter anderem einen achten Platz in der Kombination von Arosa im Jänner 1980. Neben dem Weltcup gewann Kraml einen Europacup-Riesenslalom am Pizol. Auf nationaler Ebene wurde sie 1979 Österreichische Meisterin in der Kombination, nachdem sie in den beiden Jahren davor insgesamt vier Medaillen bei den österreichischen Jugendmeisterschaften gewonnen hatte.

## Erfolge
- 3 Top-10-Platzierungen im Weltcup
- 1 Sieg im Europacup
- Österreichische Meisterin in der Kombination 1979